# Neoalpova
Neoalpova is een monotypisch geslacht van schimmels behorend tot de familie Paxillaceae. Het bevat een soort, namelijk Neoalpova rubescens.